# José Rodrigues dos Santos
José António Afonso Rodrigues dos Santos (Beira, 1º aprile 1964) è un giornalista e scrittore portoghese originario del Mozambico.

## Biografia
Ha vissuto nel paese africano fino all'indipendenza e allo scoppio della guerra civile, poi dopo la separazione dei suoi genitori ha prima seguito la madre, poi col padre ha vissuto alcuni anni a Macao, dove ha iniziato il mestiere di giornalista nell'ambiente scolastico.
Ha conseguito il dottorato in Scienze della comunicazione ed è docente di giornalismo alla Nuova Università di Lisbona.
Come scrittore, ha pubblicato nove romanzi (tra cui Codice 632, incentrato sulla figura di Cristoforo Colombo, pubblicato in Italia dalla casa editrice Vertigo nel 2007, e che avrà una versione cinematografica) e quattro saggi, tutte tradotte in diverse lingue.
È uno dei giornalisti più conosciuti e apprezzati in Portogallo. È stato per due volte direttore dei servizi informativi per RTP, dove lavora tuttora e per cui presenta, alternandosi ad altri, il Telejornal della sera di RTP1 e lo spazio 360° di RTP3, ed ha ricevuto altrettanti premi del Club portoghese della stampa oltre a tre riconoscimenti della CNN.
È sposato, con due figli.

## Opere

### Saggi
- (Comunicação, 1992)
- (Crónicas de Guerra I - Da Crimeia a Dachau, 2001)
- (Crónicas de Guerra II - De Saigão a Bagdade, 2002)
- (A Verdade da Guerra, 2002)

### Romanzi
Romanzi con protagonista il professor Tomás Noronha:
- Il codice 632 (O Codex 632, 2005) (Vertigo, 2007)
- Einstein e la Formula di Dio (A Fórmula de Deus, 2006) (Cavallo di Ferro, 2008)[1]
- Il settimo sigillo (O Sétimo Selo, 2007) (Cavallo di Ferro, 2009)
- Furia divina (Fúria Divina, 2009) (Cavallo di Ferro, 2009)
- Vaticanum. Il manoscritto esoterico (O Ultimo Segredo, 2011) (Newton Compton, 2012)
- Il tribunale degli eretici (A Mão do Diabo, 2012) (Newton Compton, 2013 ISBN 978-88-541-5060-7)
- L'enigma di Einstein
- Profezia vaticana (Vaticanum, 2016) (Newton Compton, 2018)

Altri romanzi:
- (A Ilha das Trevas, 2002)
- La figlia del capitano (A Filha do Capitão, 2004) (Il filo, 2005)
- (A Vida Num Sopro, 2008)
- (O Anjo Branco, 2010)